# سوزان ماري لي
سوزان ماري لي (المعروفة سابقًا بلقب كيلي، وُلدت في 7 نوفمبر 1966) هي سياسية أمريكية من ولاية نيفادا. كعضوة في الحزب الديمقراطي، تشغل منصب النائبة الأمريكية عن الدائرة الانتخابية الثالثة في ولاية نيفادا منذ عام 2019. كانت لي المديرة المؤسسة للألعاب الداخلية في لاس فيغاس ورئيسة للمجتمعات في مدارس نيفادا.

## الحياة المهنية المبكرة
بعد انتقالها إلى لاس فيغاس في عام 1993، أصبحت لي المديرة المؤسسة للألعاب الداخلية، المعروفة الآن بـ "ما بعد المدرسة لكل النجوم"، التي تقوم بتنفيذ برامج ما بعد المدرسة للأطفال. بدءًا من عام 2010، شغلت لي منصب رئيس مدارس المجتمعات في نيفادا، وهي منظمة لمنع الهروب من التعليم.
خدمت لي في لجنة المشورة التعليمية، ولجنة المشورة الاستشارية، وفريق عمل مقاطعة كلارك لتعلم اللغة الإنجليزية، ولجنة المشورة الاستشارية لبرنامج اللجنة الحسابية للدولة، ولجنة تعليم معهد لينسي في جامعة نيفادا، ومجلس إدارة مركز جوين.

## الحياة الشخصية
تعيش لي في لاس فيغاس مع ابنيها الاثنين. أعلنت هي وزوجها السابق دان لي عن طلاقهما في مايو 2021. لي هي كاثوليكية رومانية.

## مجلس النواب الأمريكي

### الانتخابات

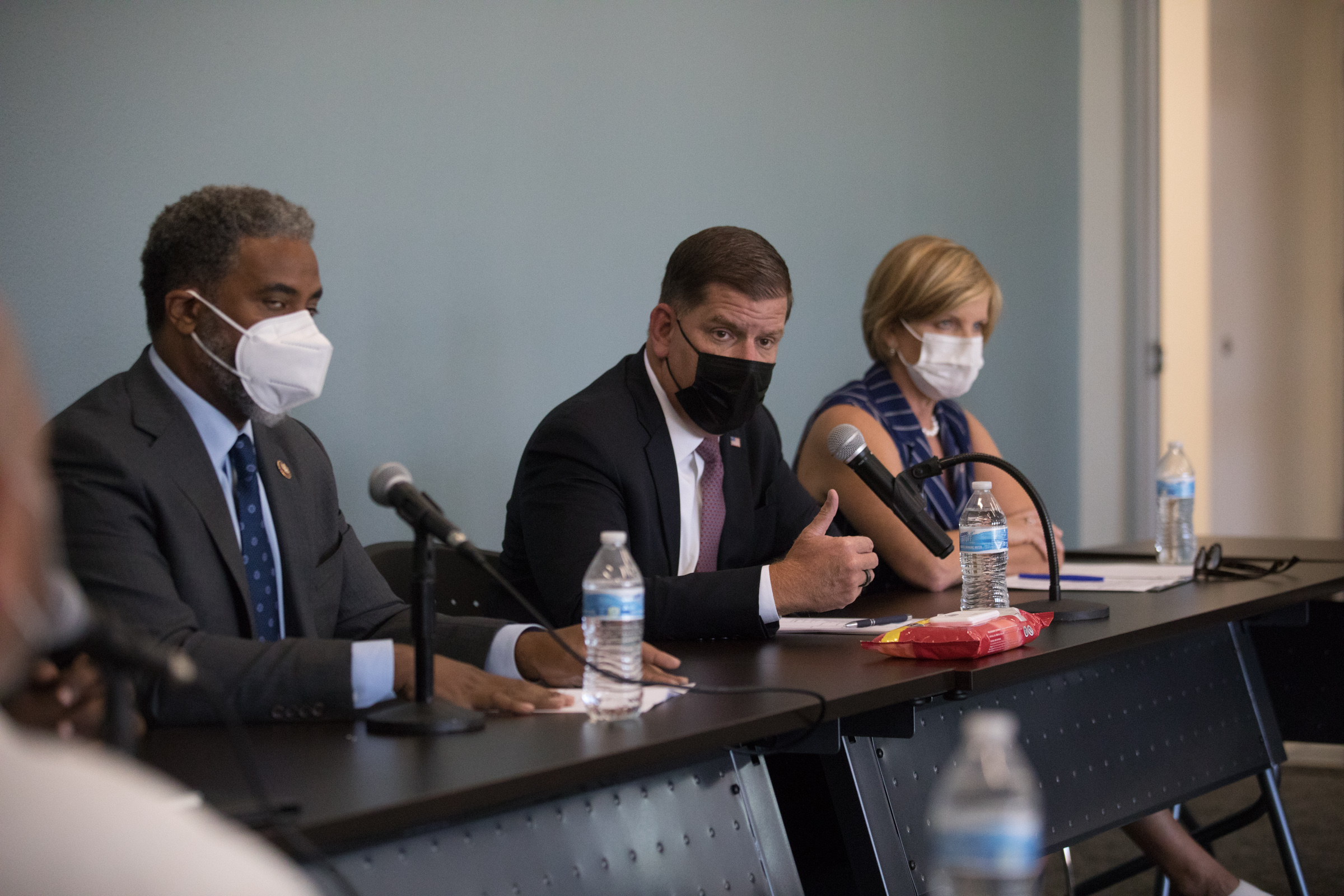
مشاركة لي في طاولة مستديرة حول تشغيل الشباب مع الوزير مارتي والش والنائب ستيفن هورسفورد.

#### 2016
ترشحت لي لمجلس النواب الأمريكي في الدائرة الرابعة في ولاية نيفادا. خسرت في الانتخابات التمهيدية أمام روبن كيهوين بفارق 19 نقطة، حيث احتلت المركز الثالث خلف السيدة السابقة لجمعية ولاية لوسي فلوريس، التي حصلت على 25.6% من الأصوات.

#### 2018
ترشحت لي للدائرة الثالثة في مجلس النواب الأمريكي في نيفادا لتخلف جاكي روزن، التي اعتزلت بعد فترة واحدة للترشح لمجلس الشيوخ الأمريكي. فازت لي بانتخابات التمهيد التي شارك فيها سبعة مرشحين بنسبة 66.9% من الأصوات. هزمت المرشح الجمهوري داني تاركانيان في الانتخابات العامة بنسبة 52% من الأصوات.

#### 2020
ترشحت لي للفوز بولاية ثانية. فازت في انتخابات التمهيد ذات الثلاث مراحل بنسبة 82.8% من الأصوات. هزمت المرشح الجمهوري دان روديمر في الانتخابات العامة بنسبة 48.8% من الأصوات.

#### 2022
أُعيد انتخاب لي في انتخابات عام 2022. هزمت المحامية الجمهورية إيبريل بيكر في الانتخابات العامة بنسبة 52% من الأصوات.

## التاريخ الانتخابي
| حزب           | حزب           | مُرَشَّح          | الأصوات | %     |
| ------------- | ------------- | ------------- | ------- | ----- |
| ديمقراطي      | ديمقراطي      | سوزي لي       | 25,474  | 66.9  |
| ديمقراطي      | ديمقراطي      | مايكل فايس    | 3,115   | 8.2   |
| ديمقراطي      | ديمقراطي      | إريك ستولتز   | 2,758   | 7.2   |
| ديمقراطي      | ديمقراطي      | جاك الحب      | 2,208   | 5.8   |
| ديمقراطي      | ديمقراطي      | ريتشارد هارت  | 1,847   | 4.9   |
| ديمقراطي      | ديمقراطي      | ستيف شيفمان   | 1,338   | 3.5   |
| ديمقراطي      | ديمقراطي      | غي بينجوف     | 1,331   | 3.5   |
| مجموع الأصوات | مجموع الأصوات | مجموع الأصوات | 38,071  | 100.0 |

| حزب                             | حزب                             | مُرَشَّح           | الأصوات | %     |
| ------------------------------- | ------------------------------- | -------------- | ------- | ----- |
| ديمقراطي                        | ديمقراطي                        | سوزي لي        | 148,501 | 51.9  |
| جمهوري                          | جمهوري                          | داني تاركانيان | 122,566 | 42.8  |
| التحرري                         | التحرري                         | ستيف براون     | 4,555   | 1.6   |
| مستقل                           | مستقل                           | ديفيد جوسن     | 3,627   | 1.3   |
| الحزب الأمريكي المستقل (نيفادا) | الحزب الأمريكي المستقل (نيفادا) | هاري فيكرز     | 3,481   | 1.2   |
| مستقل                           | مستقل                           | جيل ايسنر      | 1,887   | 0.7   |
| مستقل                           | مستقل                           | توني جومينا    | 1,551   | 0.5   |
| مجموع الأصوات                   | مجموع الأصوات                   | مجموع الأصوات  | 286,168 | 100.0 |
| عقد ديمقراطي                    |                                 |                |         |       |

| حزب           | حزب           | مُرَشَّح            | الأصوات | %     |
| ------------- | ------------- | --------------- | ------- | ----- |
| ديمقراطي      | ديمقراطي      | سوزي لي (حالية) | 49,223  | 82.8  |
| ديمقراطي      | ديمقراطي      | دينيس سوليفان   | 5,830   | 9.8   |
| ديمقراطي      | ديمقراطي      | تيفاني واتسون   | 4,411   | 7.4   |
| مجموع الأصوات | مجموع الأصوات | مجموع الأصوات   | 59,464  | 100.0 |

| حزب                             | حزب                             | مُرَشَّح                 | الأصوات | %     |
| ------------------------------- | ------------------------------- | -------------------- | ------- | ----- |
| ديمقراطي                        | ديمقراطي                        | سوزي لي (حالية)      | 203,421 | 48.8  |
| جمهوري                          | جمهوري                          | دان روديمر           | 190,975 | 45.8  |
| التحرري                         | التحرري                         | ستيف براون           | 12,315  | 2.9   |
| الحزب الأمريكي المستقل (نيفادا) | الحزب الأمريكي المستقل (نيفادا) | إدوارد بريدجز الثالث | 10,541  | 2.5   |
| مجموع الأصوات                   | مجموع الأصوات                   | مجموع الأصوات        | 417,252 | 100.0 |
| عقد ديمقراطي                    |                                 |                      |         |       |

| حزب           | حزب           | مُرَشَّح            | الأصوات | %     |
| ------------- | ------------- | --------------- | ------- | ----- |
| ديمقراطي      | ديمقراطي      | سوزي لي (حالية) | 36,919  | 89.7  |
| ديمقراطي      | ديمقراطي      | راندي هاينز     | 4,239   | 10.3  |
| مجموع الأصوات | مجموع الأصوات | مجموع الأصوات   | 41,158  | 100.0 |

| حزب           | حزب           | مُرَشَّح            | الأصوات | %     |
| ------------- | ------------- | --------------- | ------- | ----- |
| ديمقراطي      | ديمقراطي      | سوزي لي (حالية) | 131,086 | 51.9  |
| جمهوري        | جمهوري        | أبريل بيكر      | 121,083 | 48.0  |
| مجموع الأصوات | مجموع الأصوات | مجموع الأصوات   | 252,169 | 100.0 |
| عقد ديمقراطي  |               |                 |         |       |